# La Cathédrale de Salisbury vue des jardins de l'évêque
La Cathédrale de Salisbury vue des jardins de l'évêque est un tableau peint en 1823 par John Constable. Il mesure 87,6 cm de hauteur sur 111,8 cm de longueur. Il est conservé au Victoria and Albert Museum à Londres.

## Historique
Cette image de la cathédrale de Salisbury, l'une des plus célèbres églises médiévales d'Angleterre, est l'une des œuvres les plus célèbres de Constable. Elle a été commandée par l'un de ses amis les plus proches, John Fisher, l'évêque de Salisbury.
Constable visita Salisbury en 1811 et fit une série de croquis de la cathédrale, depuis le sud-est, le sud-ouest et l'extrémité est. L'artiste choisit un point de vue depuis le jardin de l'évêque (le sud-est) et revint en 1820 pour faire d'autres dessins et une esquisse à l'huile en plein air, aujourd'hui au Musée des beaux-arts du Canada à Ottawa, qui servit de modèle pour la version londonienne. Les peintures comprennent les figures du Dr Fisher et de sa femme, en bas à gauche.
La version de 1823 du tableau fait partie de la collection du Victoria and Albert Museum de Londres, depuis son legs en 1857.
Une réplique grandeur nature du tableau se trouve également à la Frick Collection de New York. Elle est légèrement différente dans la mesure où elle montre un temps et donc une lumière différents. Alors que la version de Londres représente la cathédrale avec un ciel couvert, la version de la Frick Collection montre la cathédrale avec un ciel clair et lumineux. Elle a été exécutée en 1825 après que Fisher ait demandé, dans une lettre, que Constable repeigne le ciel de la version londonienne. Malheureusement, Fisher est mort avant que Constable n'achève l'œuvre. Une étude à l'échelle pour la version Frick est actuellement conservée au Metropolitan Museum of Art.